# Ostrong

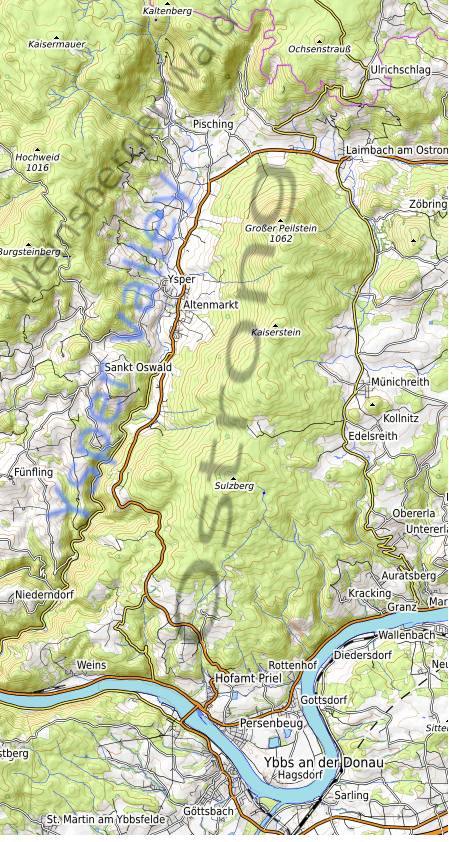
Der Ostrong oberhalb der Donau bei Ybbs

Der Ostrong ist eine 13 km lange Bergkette im südwestlichen Waldviertel von Niederösterreich. Er grenzt an den Südosten des Weinsberger Waldes und ist von ihm durch das Yspertal getrennt. Seine höchste Erhebung ist der Große Peilstein mit 1061 Metern. Entlang des Ostrongs liegen die Orte Münichreith, Laimbach am Ostrong, Yspertal, Persenbeug, Marbach an der Donau und einige weitere kleinere Ortschaften.

## Namensgebung
Die Etymologie des Begriffes „Ostrong“ ist unklar, er könnte aber aus dem Slawischen stammen (Ostrog).
Zum ersten Mal erscheint der Name 1379 als Oestragen und leitet sich vielleicht von dem Wort Osten ab. Die Namensgebung könnte auch mit der von manchen Autoren vermuteten germanischen Frühlingsgöttin Ostara in Zusammenhang stehen. Der Ostrong wäre demnach ein Berg, der gegen Osten gelegen war und auf dem die Feuer der Göttin Ostara entzündet wurden.

## Gipfel

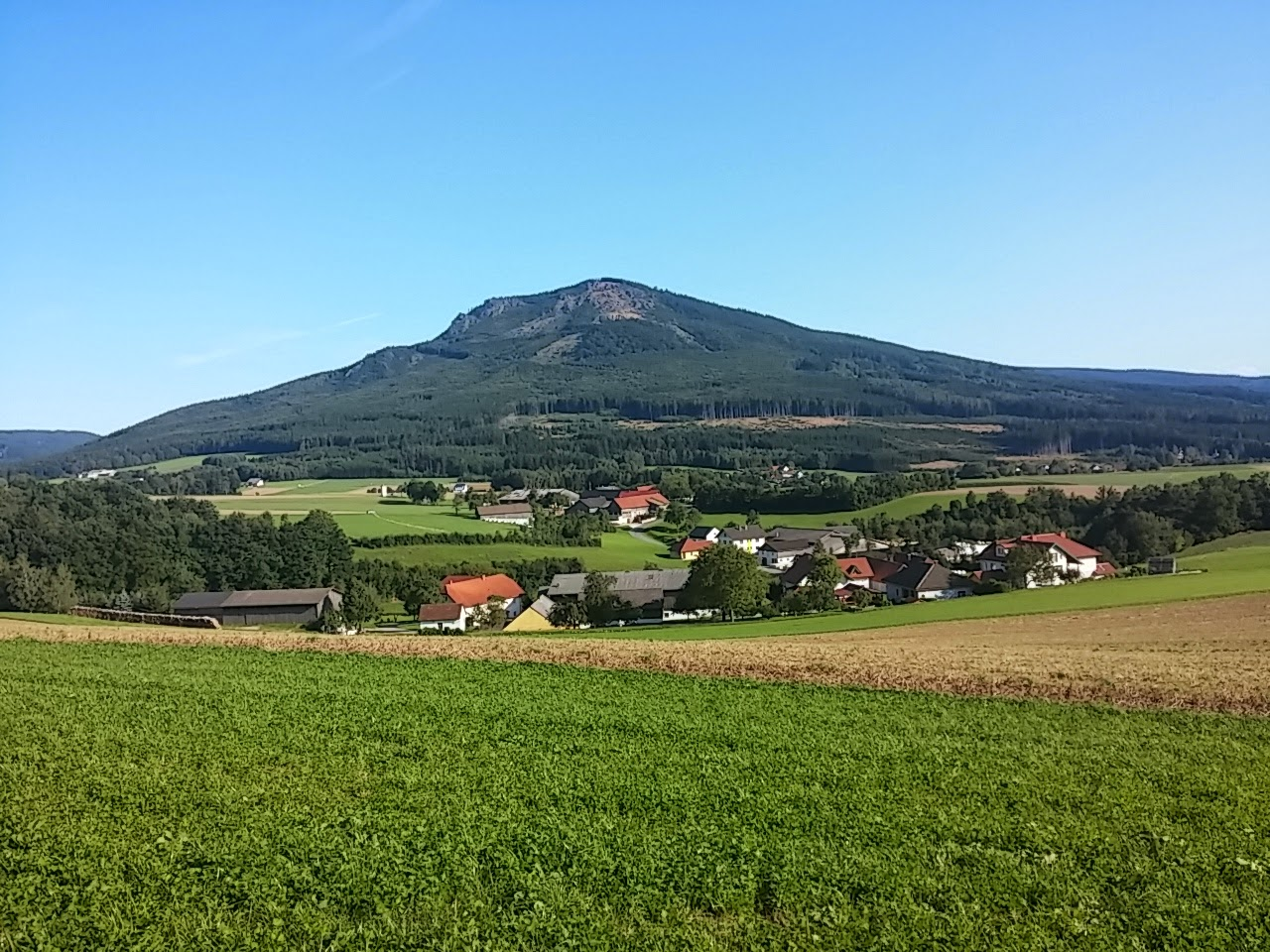
Großer Peilstein

- Großer Peilstein (1061 m)
- Kleiner Peilstein (1024 m)
- Katzenstein (963 m)
- Kaiserstein (935 m)
- Sulzberg (852 m)
- Galleck (727 m)
- Großer Mühlberg (509 m)

## Geologie
Der Ostrong besteht vorwiegend aus Paragneisen der nach ihm benannten Ostrong-Einheit, die wegen ihrer einförmigen Gesteinsabfolgen auch Monotone Serie genannt wird. Am Südabhang des Ostrongs (Großer Mühlberg, Steinbruch Loja, Auratsberg) tritt die im Kontrast dazu Bunte Serie der Drosendorfer Einheit auf, die sich östlich des Ostrongs nach Norden zieht. Ganz im Süden (Weins, Persenbeug) tritt ein Streifen der Gföhler Einheit auf, die hier aus Granulit, Paragneis und Amphibolit besteht. Alle drei geologischen Einheiten gehören zum östlichen Moldanubikum der Böhmischen Masse.
Westlich (Yspertal) und nördlich (Weitenbach-Tal) entlang des Ostrongs floss im Miozän die Urdonau, die hier Tone, Sande und Kiese ablagerte.

## Funkanlage der Wehrmacht
Am höchsten Punkt des Peilsteins, etwas südlich vom Gipfelkreuz, stehen noch die Fundamente einer Empfangs- und Sendeanlage der Richtfunkstrecke München–Ostrong–Wien. Diese Anlage war im Dritten Reich aktiv und wurde durch Fernmeldesoldaten der Wehrmacht, die in Münichreith stationiert waren, betrieben.

## Wanderwege
Der Ostrong gehörte zu den Lieblingsgegenden von Kaiser Franz I. (1768–1835), der hier oft wandern ging, während auf seinem Sommersitz in Schloss Luberegg weilte. Angeblich ließ er den sogenannten Kaiserweg anlegen, der auf dem Höhenrücken entlang verläuft und vom Gschaidanger über den Kaiserberg zum Großen Peilstein führt.
Eine Teilstrecke des Eisenwurzenwegs (Österreichischer Weitwanderweg 08) durchläuft den Ostrong in Nordsüdrichtung, sie beginnt an der Donau in Persenbeug steigt von dort zum Bergrücken auf und verläuft vom Gschaidanger bis zum Großen Peilstein entlang des Kaiserwegs. Vom Großen Peilstein steigt sie nach Laimbach herab, wo sie den Ostrong verlässt.

## Schutzhütte Peilstein (1018 m)
Im Jahr 2018 wurde ca. 50 Meter südlich des Kleinen Peilsteines eine Schutzhütte gebaut und am 2. September 2018 eröffnet. Betrieben wird sie vom Verein „Naturfreunde“.